# Mochovské modříny
Mochovské modříny je stromořadí památných stromů v obci Mochov severozápadně od Hartmanic. Šest modřínů opadavých (Larix decidua Mill.) rostlo u cesty na Dolejší Těšov na hranici CHKO v nadmořské výšce 880 m. Jeden z nich byl v roce 2006 pokácen a jeho ochrana byla zrušena. Stáří zbylých stromů je odhadováno na 150 a více let, obvody kmenů se pohybují od 370 do 430 cm, výška od 15 do 23 m (měření 2016). Jde o mohutné stromy, jejichž zdravotní stav je ovlivněn častými zásahy blesku. Modříny jsou chráněny od 23. května 1985 jako krajinná dominanta, významné svým vzrůstem a stářím.

## Galerie

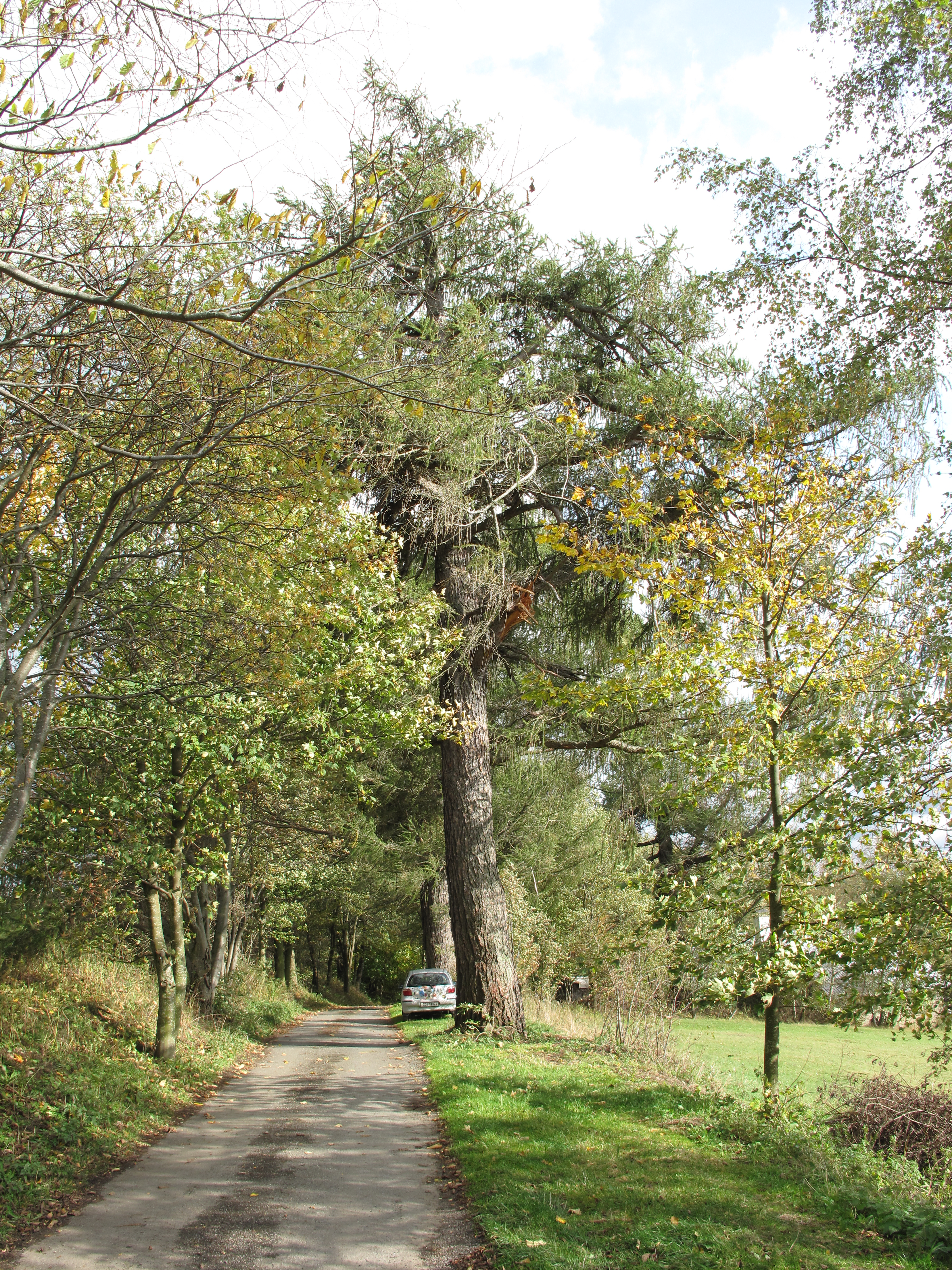
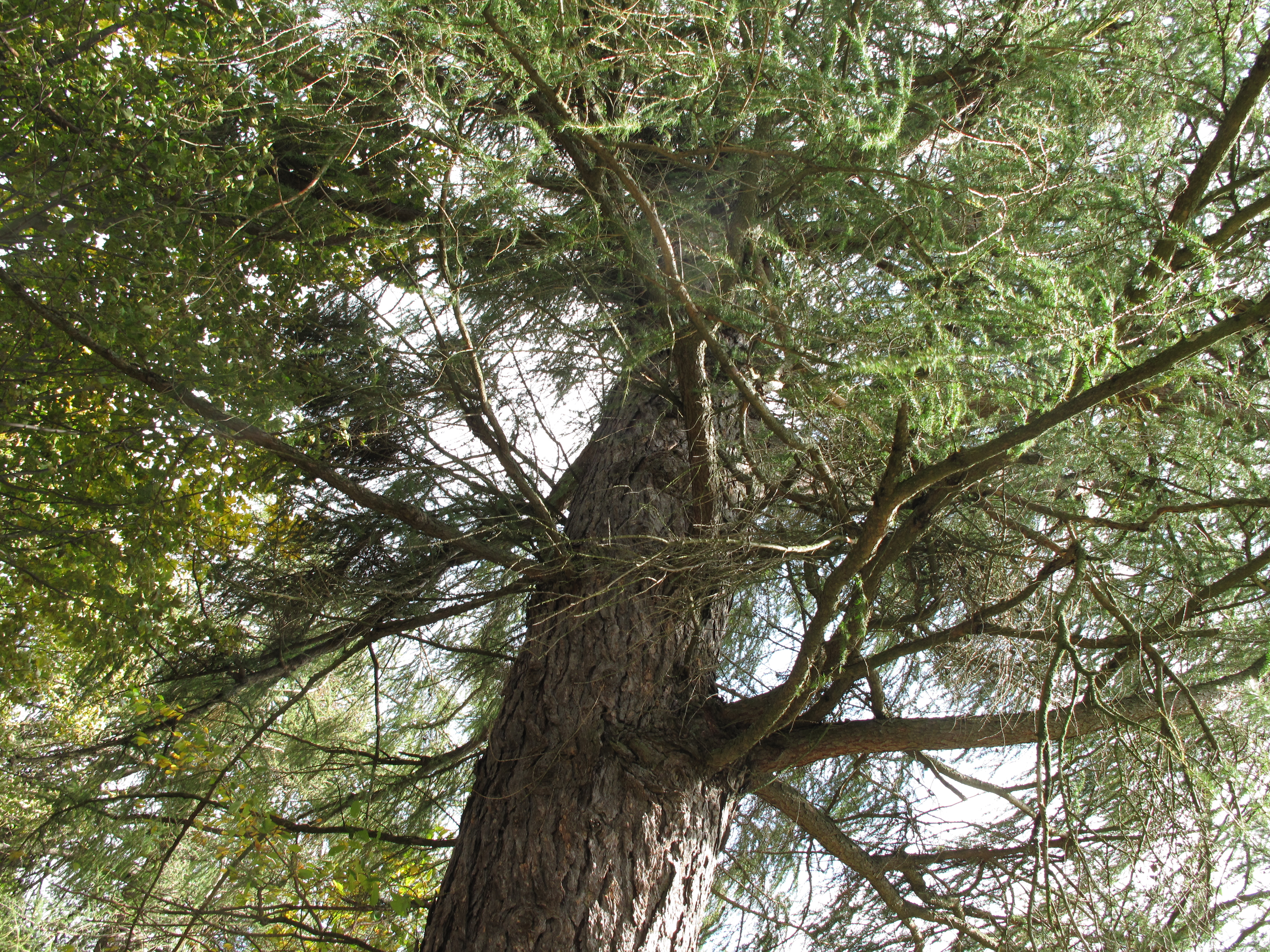
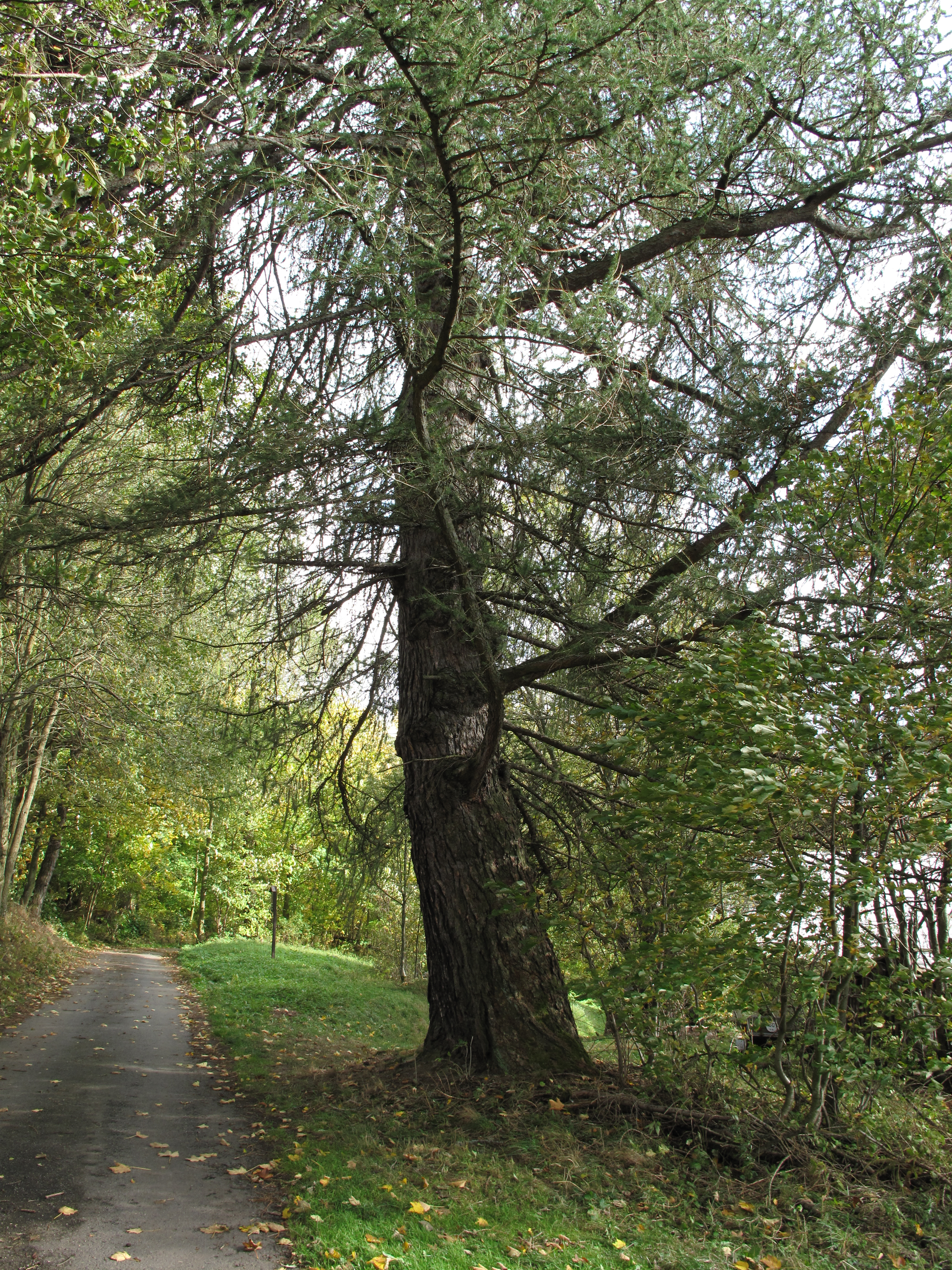
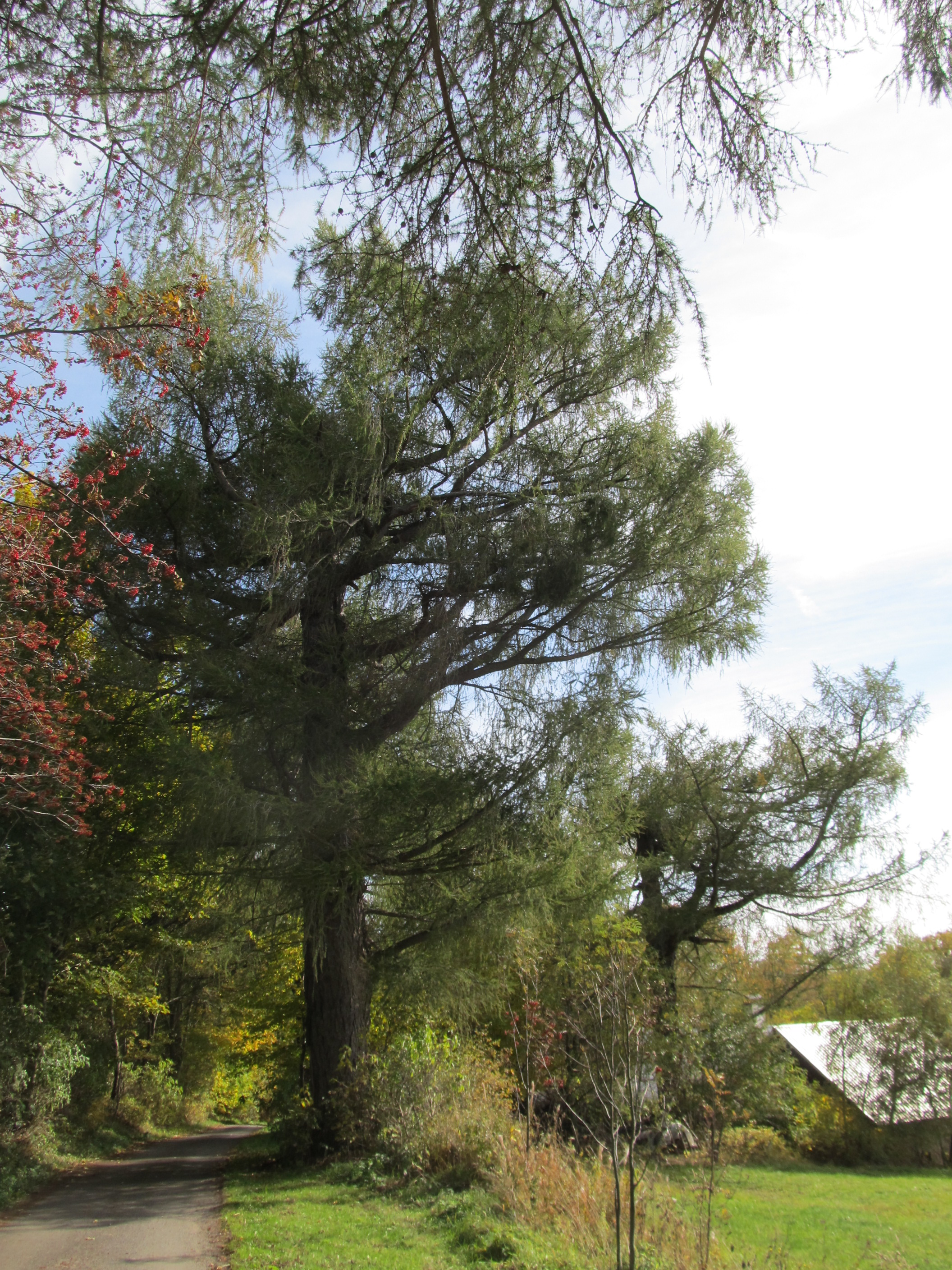

## Památné stromy v okolí
- Mochovský jilm